# HMS Bramham (L51)
HMS Bramham (L51) là một tàu khu trục hộ tống lớp Hunt Kiểu II của Hải quân Hoàng gia Anh Quốc được hạ thủy và đưa ra phục vụ vào năm 1942. Trong Chiến tranh Thế giới thứ hai, Bramham phục vụ cho đến tháng 3 năm 1943, khi nó được chuyển cho Hải quân Hoàng gia Hy Lạp và tiếp tục hoạt động như là chiếc Themistoklis cho đến hết chiến tranh. Con tàu được hoàn trả cho Hải quân Anh năm 1959 và bị bán để tháo dỡ năm 1960.

## Thiết kế và chế tạo
Bramham thuộc vào số 33 chiếc tàu khu trục lớp Hunt nhóm II, có mạn tàu rộng hơn nhóm I, tạo độ ổn định cho một tháp pháo QF 4 in (100 mm) Mark XVI nòng đôi thứ ba, cũng như cho phép tăng số lượng mìn sâu mang theo từ 40 lên 110.
Bramham được đặt hàng cho hãng Alexander Stephen and Sons vào ngày 4 tháng 9 năm 1940 trong khuôn khổ Chương trình Chế tạo Khẩn cấp Chiến tranh 1940, và được đặt lườn tại xưởng tàu Govan ở Scotland vào ngày 7 tháng 4 năm 1941. Nó được hạ thủy vào ngày 29 tháng 1 năm 1942 và nhập biên chế vào ngày 16 tháng 6 năm 1942. Tên nó được đặt theo tên một rừng săn cáo tại North Yorkshire. Con tàu được cộng đồng dân cư Beverley tại East Riding of Yorkshire đỡ đầu trong khuôn khổ cuộc vận động gây quỹ Tuần lễ Tàu chiến vào tháng 2 năm 1942.

## Lịch sử hoạt động

### HMSBramham

#### 1942
Sau khi hoàn tất trang bị và chạy thử máy, Bramham đi đến Scapa Flow vào tháng 6 năm 1942 để thực tập cùng các tàu chiến thuộc Hạm đội Nhà. Nó gia nhập Lực lượng Đặc nhiệm Hộ tống Londonderry vào tháng 7, rồi lại được điều sang hoạt động cùng các tàu chiến thuộc Hạm đội Nhà để hộ tống cho các Đoàn tàu vận tải Malta.
Bramham cùng tàu khu trục Wilton (L128) tham gia Đoàn tàu WS21 tại Clyde vào ngày 29 tháng 7 trên đường hướng sang Ấn Độ Dương, hộ tống đoàn tàu trong chặng băng qua Khu vực tiếp cận Tây Bắc, rồi tách khỏi WS21 vào ngày 2 tháng 8 để gia nhập thành phần hộ tống các con tàu hướng sang Malta. Vào ngày 9 tháng 8, nó được bố trí cùng các tàu khu trục Ashanti (F51), Ledbury (L90), Fury (H76), Icarus (D03), Intrepid (D10), Pathfinder (G10), Penn (G77), Westcott (D47), Wrestler (D35) và Vidette (D48) để hộ tống cho các tàu tuần dương hạng nhẹ Nigeria (60), Kenya (14), Manchester (15) và Cairo (D87) thuộc Lực lượng X, có vai trò hỗ trợ gần cho Đoàn tàu WS21S cho chuyến đi đến Malta trong khuôn khổ Chiến dịch Pedestal.
Đoàn tàu WS21S bị đối phương không kích nặng nề và kéo dài vào ngày 12 tháng 8, khiến chiếc tàu buôn SS Deucalian bị trúng bom và bất động. Bramham được cho tách ra để bảo vệ chiếc tàu buôn, rồi cứu vớt những người sống sót sau khi Deucalian đắm do tiếp tục trúng ngư lôi phóng từ máy bay vào ngày hôm sau. Trên đường gia nhập trở lại Đoàn tàu WS21S, nó lại được tách ra để bảo vệ cho chiếc tàu buôn SS Dorset bị hư hại do máy bay ném bom bổ nhào đánh trúng; Dorset cuối cùng cũng bị đắm. Đến ngày 14 tháng 8, nó cùng Penn được cử ra hộ tống tàu chở dầu SS Ohio bị hư hại tiến vào Grand Harbor, Malta. Nó cùng với Penn và Ledbury lên đường vào ngày 19 tháng 8 để quay trở lại Gibraltar, đến nơi vào ngày 21 tháng 8, rồi lại tiếp tục hành trình vào ngày 24 tháng 8 để quay về Scapa Flow.
Trong tháng 9, Bramham được huy động tăng cường cho thành phần hộ tống các Đoàn tàu vận tải Bắc Cực vận chuyển hàng tiếp liệu cần thiết sang Murmansk, Liên Xô; nó tham gia hộ tống cho Đoàn tàu PQ 18 đi sang Nga và Đoàn tàu QP 14 quay trở về. Sau đó, nó gia nhập Lực lượng Hộ tống Londonderry để làm nhiệm vụ hộ tống vận tải tại chỗ. Nó là một trong số hai tàu đã quay trở lại để cứu vớt những người sống sót từ tàu tuần dương hạng nhẹ HMS Curacoa, bị cắt làm đôi và đắm nhanh chóng do va chạm với chiếc tàu biển chở hành khách RMS Queen Mary đang làm nhiệm vụ chở quân vào ngày 2 tháng 10.
Vào ngày 20 tháng 10, Bramham cùng tàu khu trục Cowdray (L52) và tàu khu trục Ba Lan ORP Błyskawica lên đường hộ tống một đoàn tàu vận tải đi sang Gibraltar. Đến nơi vào ngày 26 tháng 10, nó được giữ lại để hộ tống vận tải và trực tiếp hỗ trợ cho Chiến dịch Torch, cuộc đổ bộ của lực lượng Đồng Minh lên Bắc Phi. Nó tham gia Lực lượng đặc nhiệm phía Đông cho cuộc đổ bộ lên Oran vào ngày 8 tháng 11, hộ tống cho đoàn tàu đổ bộ, và đến ngày 12 tháng 11 được bố trí hộ tống các đoàn tàu vận tải ven biển hỗ trợ cho chiến dịch. Đang khi hộ tống một đoàn tàu đi lại giữa Phillippeville và Bône vào ngày 20 tháng 11, nó bị máy bay đối phương không kích, bị đánh trúng tháp pháo 4-inch phía đuôi tàu và chịu đựng hư hại khi một quả bom xuyên qua con tàu và kích nổ dưới nước. Những ngăn phía đuôi tàu bị ngập nước, và con tàu được kéo về Algiers để được sửa chữa tạm thời vào ngày 25 tháng 11. Đến ngày 20 tháng 12, nó đi đến Gibraltar để tiếp tục sửa chữa hầu có thể quay trở về Anh.

#### 1943
Bramham rời Gibraltar vào ngày 24 tháng 1 năm 1943 để quay trở về Anh, và được sửa chữa trong một xưởng tàu tư nhân tại Tyneside. Đang khi sửa chữa, nó được rút biên chế khỏi Hải quân Anh và chuyển giao cho Hy Lạp.

### HHeMSThemistoklis

#### 1943
Sau khi hoàn tất chạy thử máy sau tái trang bị vào ngày 10 tháng 7 năm 1943, nó nhập biên chế cùng Hải quân Hoàng gia Hy Lạp như là chiếc Themistoklis, tên được đặt theo nhà triết học cổ đại Hy Lạp Themistocles. Con tàu được chuyển sang Hạm đội Địa Trung Hải vào tháng 8 và đi đến Algiers vào tháng 9. Nó cùng các tàu khu trục hộ tống Anh Croome (L62) và Exmoor (L08) cùng tàu khu trục Hy Lạp HHeMS Kriti (nguyên là chiếc HMS Hursley của Anh) gia nhập Chi hạm đội Khu trục 22 trực thuộc Hạm đội Địa Trung Hải vào ngày 30 tháng 9, được cử sang hoạt động tại khu vực biển Aegean.
Vào ngày 1 tháng 10, Themistoklis cùng với Aldenham (L22) và tàu khu trục Hy Lạp chị em Miaoulis (L91) được bố trí tuần tra tại quần đảo Dodecanese nhằm ngăn chặn đối phương xâm nhập. Việc ngăn chặn không thành công, nhưng các con tàu tiếp tục tuần tra khu vực eo biển Kasos trong ngày hôm sau. Sau khi được tiếp nhiên liệu và tiếp liệu tại Alexandria, Ai Cập vào ngày 3 tháng 10, nó lại cùng Aldenham, Miaoulis và Rockwood (L39) khởi hành đi Limassol, Síp vào ngày hôm sau để hỗ trợ các hoạt động quân sự tại vùng biển Aegean. Đến ngày 7 tháng 10, nó cùng Aldenham xuất phát từ Limassol để gặp gỡ tàu tuần dương hạng nhẹ Carlisle (D67) và các tàu khu trục Petard (G56) và Panther (G41) tại một địa điểm về phía Nam eo biển Scarpanto. Sau khi truy lùng đối phương không thành công tại eo biển, nó tách ra và quay trở về Alexandria vào ngày hôm sau.
Themistoklis sau đó hỗ trợ cho việc triệt thoái binh lính khỏi Leros trong tháng 11, và tiếp tục tuần tra và hộ tống vận tải tại Đông Địa Trung Hải, trước khi được điều đến Malta nhằm chuẩn bị cho chiến dịch đổ bộ tiếp theo lên Anzio, Ý.

#### 1944 - 1945
Themistoklis khởi hành từ Naples cùng Đội đặc nhiệm 81.6 trong khuôn khổ Chiến dịch Shingle, cuộc đổ bộ của lực lượng Đồng Minh lên Anzio, và vào ngày 21 tháng 1 năm 1944 đã nằm trong thành phần Lực lượng Tấn công X, hộ tống đoàn tàu vận tải tấn công và tuần tra hỗ trợ hỏa lực trong quá trình đổ bộ. Sau khi kết thúc chiến dịch, nó quay trở lại vai trò hộ tống vận tải.
Đến tháng 7, Themistoklis lại được huy động vào việc chuẩn bị cho Chiến dịch Dragoon, cuộc đổ bộ của lực lượng Đồng Minh lên miền Nam nước Pháp, nó đi đến Naples và tạm thời dưới quyền chỉ huy chung của Hải quân Hoa Kỳ. Con tàu khởi hành từ Naples vào ngày 11 tháng 8 cùng các tàu vận chuyển cao tốc Hoa Kỳ Tattnall (APD-19), Barry (APD-29), Roper (APD-20), Greene (APD-36) và Osmond Ingram (APD-35) trong thành phần hộ tống cho Đoàn tàu SY1 đi đến Propriano thuộc đảo Corse, Pháp, vận chuyển lực lượng biệt kích Commando Anh đi đến khu vực tấn công. Đoàn tàu rời Propriano vào ngày 14 tháng 8 và đi đến khu vực bãi đổ bộ vào ngày hôm sau, nơi nó hỗ trợ cho cuộc đổ bộ và bảo vệ khu vực.
Sau khi kết thúc chiến dịch, Themistoklis được điều sang Lực lượng Aegean đặt căn cứ tại Alexandria, và tham gia các hoạt động nhằm tái chiếm các đảo trong khu vực biển Aegean. Vào ngày 15 tháng 10, nó cùng các tàu Hy Lạp chị em Kriti, Pindos, Kanaris và Miaoulis hỗ trợ cho cuộc đổ bộ lên Piraeus, và sang tháng 11 tiếp tục hỗ trợ các chiến dịch quân sự trên bộ. Các tàu khu trục hộ tống lớp Hunt Hy Lạp được tập hợp lại thành Chi hạm đội Khu trục 12 (Hy Lạp), và hoạt động cho đến khi kết thúc xung đột tại Châu Âu vào tháng 5, 1945.

#### Sau chiến tranh
Themistoklis tiếp tục phục vụ cùng Hải quân Hy Lạp cho đến ngày 12 tháng 12, 1959, khi nó được hoàn trả cho Anh, rồi được đưa vào Danh sách Loại bỏ. Con tàu được bán cho một xưởng tháo dỡ Hy Lạp vào ngày 30 tháng 6, 1960 và được tháo dỡ tại Hy Lạp.